# José de Lucio
José de Lucio Pérez (Madrid, 1884 - íd., 31 de mayo de 1949), comediógrafo español.
Escribió la mayoría de sus obras en colaboración con Carlos Arniches, Joaquín Abati y Enrique García Álvarez: La chapuza del sofá (1923), La malcasada (1926), La guita (1928), La viudita se quiere casar (1934), ¡Cuidado con la Paca! (1937), Déjeme usted que me ría (1940) y la zarzuela Coplas de Ronda, con música del maestro Francisco Alonso.